# Theologia platonica
La Teologia platonica (in latino Theologia platonica de immortalitate animorum, Teologia platonica sull'immortalità dell'anima) è la più importante opera filosofica di Marsilio Ficino. Fu scritta tra il 1469 e il 1474 e pubblicata nel 1482.

## Contenuto
L'obbiettivo primario che si prefigge l'opera è quello di esporre un'argomentazione razionale a favore della tesi dell'immortalità dell'anima.
Ficino attribuisce all'anima una posizione intermedia nell'ordine dell'universo, che suddivide in cinque parti: Dio e gli esseri angelici da un lato, l'anima, le qualità e i corpi dall'altro. Ficino riteneva che il platonismo fosse compatibile con il Cristianesimo, a differenza dell'aristotelismo, che, sebbene ambiguo sul tema dell'immortalità, era stato filosoficamente in ascesa sin dal XIII secolo.
(Luc Deitz, Cambridge Translations of Renaissance Philosophical Texts (1997))
L'opera di Ficino doveva anche competere con l'antica Teologia platonica di Proclo, che nel XIII secolo era stato tradotto dal domenicano fiammingo Guglielmo di Moerbeke. Ficino considerava Proclo come un platonico non cristiano, e per giunta derivato dalla "teologia platonica" di Dionigi l'Areopagita. Ficino voleva offrire uno filosofia platonica simile, che tuttavia risultasse compatibile con l'affermazione della fede cristiana.

## Accoglienza
Ficino indirizzò la sua opera agli intellettuali e alle élite politiche della Repubblica di Firenze. Il trattato influenzò il decreto Apostolici Regiminis del Quinto Concilio Lateranense contro il mortalismo cristiano.